# Enneaoria yunnanensis
Enneaoria yunnanensis es una especie de insecto coleóptero de la familia Chrysomelidae. Fue descrita en 1981 por Tan.